# Конвой O-902
Конвой O-902 — японський конвой часів Другої світової війни, проведення якого відбувалось у лютому 1944 року. Був повністю розгромлений американською авіацією.
Конвой сформували на острові Нова Британія в Рабаулі — головній передовій базі японців у архіпелазі Бісмарка, з якої провадились операції на Соломонових островах та сході Нової Гвінеї. З жовтня 1943 року Рабаул став об'єктом для численних авіанальотів, унаслідок яких у його гаванях були потоплені кілька десятків кораблів та суден.
Конвой O-902 складався із транспортів «Шинто-Мару № 1» та «Тацугіку-Мару», які тільки-но прибули з Палау у складі конвою SO-903. Їх ескорт мали забезпечувати мисливці за підводними човнами CH-22 та CH-40.
19 лютого о 1 годині ночі конвой вийшов із Рабаула та попрямував на північ. Того ж дня о 14:30 неподалік від західного завершення острова Нова Ірландія він став об'єктом для повітряної атаки, у якій взяли участь бомбардувальники B-25 Mitchell зі складу 500-ї та 501-ї ескадрилій 345-ї бомбардувальної групи, легкі бомбардувальники Douglas A-20 Havoc із 3-ї бомбардувальної групи та винищувачі Lockheed P-38 Lightning.
Спершу за 10 км на південний захід від невеликого острова Д'яол авіація знищила обидва кораблі ескорту. Потім на 30 км північніше, біля самого узбережжя Нової Ірландії (за 20 км на південний захід від Кавіенгу) були потоплені «Шинто-Мару № 1» і «Тацугіку-Мару». Разом із першим загинуло 65 членів екіпажу та 41 пасажир, тоді як втрати на другому судні становили 15 членів екіпажу.
O-902 став першим конвоєм в історії рейсів до чи від архіпелагу Бісмарка, який був знищений повністю, разом з ескортними кораблями.